# アワ・ブリーフ・エタニティ/OUR BRIEF ETERNITY
アワ・ブリーフ・エタニティ / OUR BRIEF ETERNITYは、2010年に公開された日本映画。 製作年度は2009年。『PRISM』の福島拓哉監督が8年ぶりにメガホンを取ったサイコドラマである。

## 概要
2009年東京国際映画祭「ある視点部門」で上映、信じがたいほどに美しい“愛の拒食症映画”と絶賛されて以降、2010年、ドイツのニッポンコネクション、スペインのバルセロナ・アジア映画祭、カナダの新世代映画祭など海外映画祭での上映が決定するにともない、国内での根強い要望により、同年日本での劇場公開が実現した。
福島拓哉監督自身、本作キツネ役にて出演。

## あらすじ
“エマノン”という新型ウイルスが流行っているという情報が行き交う東京。そんな中、テル（草野康太）は何事にも関心がなく日々を過ごしていた。いつものようにフラフラと通りを歩いていると、元カノのミオ（呂美）に遭遇する。一瞬戸惑いを隠せないテル。しかし、ミオはテルの事を一切覚えていないと言う。ただの人違いなのか、それとも…。

## キャスト
- テル - 草野康太
- ミオ - 呂美
- イサオ - 岩崎高広
- カオリ - 珠几
- アリタ - 川野広毅
- ノリオ - 竹内茂訓
- モモコ - 梅田絵里子
- キツネ - 福島拓哉

## スタッフ
- 監督 - 福島拓哉
- 脚本 - 福島拓哉、迫田寿人
- プロデューサー - 岩本光弘、福島拓哉
- アソシエイトプロデューサー - 井川広太郎
- 音楽 - 関口純、Unnecessary Noise Prohibited
- 撮影 - 永野敏
- 美術 - 菊地実幸
- 録音 - 桑島岳大
- 編集 - 石井康崇
- 記録 - 中村裕美
- キャスティング - 橘武蔵
- 助監督 - 迫田寿人
- 製作会社 - P-kraft、プロダクション花城
- 配給 - 有限会社マコトヤ

## 出品
- 第22回 東京国際映画祭「日本映画・ある視点」（2010）
- 第10回 ドイツ・ニッポンコネクション（2010）
- 第12回 スペイン・バルセロナ・アジア映画祭（2010）
- 第2回 カナダ・新世代映画祭（2010）
- 第15回 ポーランド・シネルジア映画祭（2010）

## DVD
- アワ・ブリーフ・エタニティ / OUR BRIEF ETERNITY〜感染都市〜
発売：2012年3月2日※セル＆レンタル同時リリース、販売元：インターフィルム IFD-210

## サウンドトラック
- "OUR BRIEF ETERNITY" Music from the Original Soundtrack of the Motion Picture
音楽：Jun SEKIGUCHI & Unnecessary Noise Prohibited（劇場限定販売 MAOD-00020）